# Karl Gotthard Lamprecht
Karl Gotthard Lamprecht (Jessen, Porosz Királyság, 1856. február 25. – Lipcse, 1915. május 10.) német történész és egyetemi tanár. 1913-tól volt a Magyar Tudományos Akadémia tagja. Főleg a német művészet és gazdaság történetével foglalkozott.

## Magyarul
- Modern történettudomány; ford. Sas Andor, bev. Wildner Ödön; Révai, Bp., 1925 (Világkönyvtár)